# Konqueror
Konqueror és un gestor de fitxers, navegador web i visor de fitxers, desenvolupat com a part de l'entorn d'escriptori K (KDE). El nom Konqueror és un joc de paraules amb els noms d'altres navegadors: primer era un navegador (Navigator), després un explorador (Explorer) i finalment un conqueridor (Konqueror).

## Interfície d'usuari
La interfície d'usuari del Konqueror és similar a la del Microsoft Internet Explorer encara que és totalment personalitzable. Funciona sobre la base de plafons que poden afegir-se i moure's lliurement. Per exemple, mentre s'està al mode de gestió de fitxers es poden afegir altres plafons de fitxers, tenint així una interfície similar a la del Midnight Commander.
A partir de la versió 3.1 Konqueror suporta múltiples pestanyes en una sola finestra.

## Navegador web
El Konqueror ha estat desenvolupat com un navegador web des de zero. Utilitza el KHTML com a motor de renderitzat. KHTML implementa suport per HTML, JavaScript, applets en Java, Cascading Style Sheets, SSL, i altres estàndards oberts.
Konqueror integra motors de cerca personalitzables que es poden accedir introduint una abreviació que distingeix el servei i després els termes de cerca, per exemple gg:konqueror per buscar konqueror al Google o grec:menjar per buscar menjar al Gran Diccionari de la Llengua Catalana).
La velocitat de renderitzat de Konqueror és similar a la dels navegadors amb els quals competeix. D'altra banda sol ser una mica menys tolerant amb les pàgines web que no segueixen els estàndard que la resta de navegadors.

## Gestor de fitxers

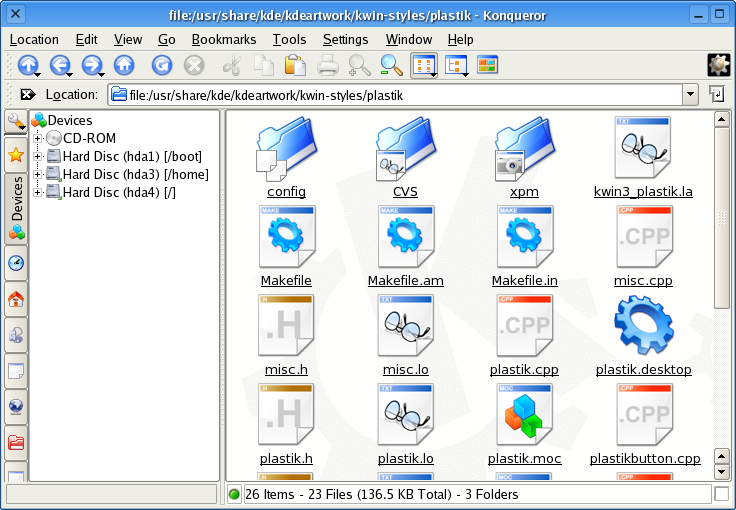
Konqueror amb dos plafons en mode de gestor de fitxers i un tercer en mode navegador web

Konqueror també permet navegar la jerarquia local de directoris. Té diferents vistes de navegació, cadascuna amb una distribució i mida d'icones diferent. Els fitxers es poden executar, veure, copiar, moure, etc.

## Visor de fitxers
Gràcies a la tecnologia KParts, Konqueror pot executar i encastar en si mateix components que siguin capaços de veure el tipus de fitxer que s'hagi obert. Això fa possible, per exemple, veure un document de KOffice directament al Konqueror. Qualsevol aplicació que implementi la tecnologia KParts es pot usar d'aquesta manera.

## KIO
A més a més de navegar per pàgines web i els fitxers locals, Konqueror utilitza el sistema KIO per estendre les seves capacitats més enllà que la resta de navegadors o gestors de fitxers. Els diferents KIO permeten a Konqueror accedir a servidors SSH remots (fish://usuari@màquina), a les pàgines man (man:) i info (info:), veure les aplicacions instal·lades (applications:/), etc.